# Стрижак Олексій Володимирович
Олексі́й Володи́мирович Стрижа́к (1982—2021) — молодший сержант Збройних сил України, учасник російсько-української війни.

## Життєпис
Народився 1982 року в місті Кривий Ріг Дніпропетровська область; проживав в Зеленодольську (Дніпропетровська область), закінчив там школу. Працював електромонтером у компанії ДТЕК та на Криворізькій ТЕС (в Зеленодольську).
На війну пішов 2015 року; служив у десантно-штурмових військах; молодший сержант, бойовий медик 1-ї роти 1-го батальйону 25-ї бригади. З 2017 року — на посаді бойового медика в 25-й окремій повітрянодесантній Січеславській бригаді.
30 вересня 2021 року загинув у районі проведення ООС поблизу селища Кам'янка внаслідок смертельного осколкового поранення під час ворожого обстрілу з боку тимчасово окупованого міста Ясинувата.
Похований у місті Зеленодольськ 2 жовтня 2021 року.

## Нагороди
- Указом Президента України № 25/2022 від 21 січня 2022 року «за особисту мужність і самовіддані дії, виявлені у захисті державного суверенітету та територіальної цілісності України» — нагороджений орденом “За мужність” III ступеня (посмертно)[2].